# Gouvernement Eyschen
Gouvernement Thilges Gouvernement Mongenast
Le gouvernement Eyschen (luxembourgeois : Regierung Eyschen), est le gouvernement du Luxembourg en fonction du 22 septembre 1888 au 12 octobre 1915.

## La transition
Le 8 septembre 1888, Édouard Thilges présente sa démission au roi en invoquant des raisons de santé. Paul Eyschen, directeur général de la Justice sous Blochausen et Thilges, prend la succession à la présidence du gouvernement. Pendant 27 ans, jusqu’à son décès en 1915, il dirige les affaires de l’État.

## Composition

### Initiale (22 septembre 1888)
| Portefeuille                                                                        | Titulaire         | Titulaire |
| ----------------------------------------------------------------------------------- | ----------------- | --------- |
| Ministre d'État Président du gouvernement Directeur général des Affaires étrangères | Paul Eyschen      |           |
| Directeur général de l'Intérieur                                                    | Henri Kirpach     |           |
| Directeur général des Finances                                                      | Mathias Mongenast |           |
| Directeur général des Travaux publics                                               | Victor Thorn      |           |

### Remaniement du 26 octobre 1892
- Les nouveaux ministres sont indiqués en gras, ceux ayant changé d'attributions en italique.

Les services ressortissant de la Direction générale des Travaux publics sont attribués provisoirement aux autres départements.
| Portefeuille                                                                        | Titulaire         | Titulaire |
| ----------------------------------------------------------------------------------- | ----------------- | --------- |
| Ministre d'État Président du gouvernement Directeur général des Affaires étrangères | Paul Eyschen      |           |
| Directeur général de l'Intérieur                                                    | Henri Kirpach     |           |
| Directeur général des Finances                                                      | Mathias Mongenast |           |

### Remaniement du 23 juin 1896
- Les nouveaux ministres sont indiqués en gras, ceux ayant changé d'attributions en italique.

| Portefeuille                                                                        | Titulaire         | Titulaire |
| ----------------------------------------------------------------------------------- | ----------------- | --------- |
| Ministre d'État Président du gouvernement Directeur général des Affaires étrangères | Paul Eyschen      |           |
| Directeur général de l'Intérieur                                                    | Henri Kirpach     |           |
| Directeur général des Finances                                                      | Mathias Mongenast |           |
| Directeur général des Travaux publics                                               | Charles Rischard  |           |

### Remaniement du 25 octobre 1905
- Les nouveaux ministres sont indiqués en gras, ceux ayant changé d'attributions en italique.

| Portefeuille                                                                        | Titulaire         | Titulaire |
| ----------------------------------------------------------------------------------- | ----------------- | --------- |
| Ministre d'État Président du gouvernement Directeur général des Affaires étrangères | Paul Eyschen      |           |
| Directeur général de l'Intérieur                                                    | Henri Kirpach     |           |
| Directeur général des Finances                                                      | Mathias Mongenast |           |
| Directeur général des Travaux publics                                               | Charles de Waha   |           |

### Remaniement du 9 janvier 1910
- Les nouveaux ministres sont indiqués en gras, ceux ayant changé d'attributions en italique.

| Portefeuille                                                                        | Titulaire         | Titulaire |
| ----------------------------------------------------------------------------------- | ----------------- | --------- |
| Ministre d'État Président du gouvernement Directeur général des Affaires étrangères | Paul Eyschen      |           |
| Directeur général des Finances                                                      | Mathias Mongenast |           |
| Directeur général des Travaux publics                                               | Charles de Waha   |           |
| Directeur général de l'Intérieur                                                    | Pierre Braun      |           |

### Remaniement du 3 mars 1915
- Les nouveaux ministres sont indiqués en gras, ceux ayant changé d'attributions en italique.

| Portefeuille                                                                        | Titulaire         | Titulaire |
| ----------------------------------------------------------------------------------- | ----------------- | --------- |
| Ministre d'État Président du gouvernement Directeur général des Affaires étrangères | Paul Eyschen      |           |
| Directeur général des Finances                                                      | Mathias Mongenast |           |
| Directeur général de la Justice et des Travaux publics                              | Victor Thorn      |           |
| Directeur général de l'Intérieur                                                    | Ernest Leclère    |           |

## La politique extérieure

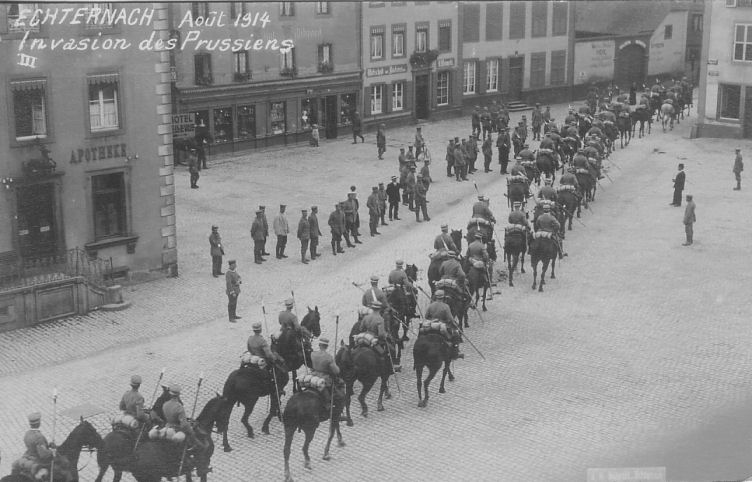
Invasion des Prussiens à Echternach, le 3 Août 1914.

### La dynastie
Dès son arrivée à la tête du gouvernement, Paul Eyschen est confronté au problème de la succession au trône. L’état de santé de Guillaume III s’aggrave depuis début janvier 1889, laissant prévoir un changement prochain de la dynastie. En effet, un pacte de famille conclu en 1783 entre toutes les lignes nassoviennes, confirmé par les traités de Vienne et de Londres et repris dans la Constitution luxembourgeoise, détermine qu’à défaut de descendant mâle dans la branche des Orange-Nassau, la couronne du Grand-Duché échoit à la descendance de l’autre branche de la maison de Nassau, à savoir les Nassau-Weilbourg. Or, Guillaume III ne laisse qu’une fille, Wilhelmine, qui lui succédera sur le trône des Pays-Bas. En ce qui concerne le Grand-Duché, Adolphe, duc de Nassau, en est l’héritier légitime. Alors que son prédécesseur, le baron de Blochausen, s’était prononcé en faveur du maintien de l’union personnelle avec les Pays-Bas, et ceci même au-delà de la mort de Guillaume III, Paul Eyschen intervient à La Haye pour qu’Adolphe soit nommé régent dès que la maladie de Guillaume III empêchera ce dernier d’exercer ses fonctions. Eyschen veut ainsi préparer le changement dynastique et éviter qu’une « question luxembourgeoise » ne se pose au moment du décès du roi.
Le duc Adolphe de Nassau exerce deux régences successives, l’une du 11 avril au 3 mai 1889, l’autre du 4 au 23 novembre 1890, jour du décès de Guillaume III. Le 9 décembre, il prête en tant que nouveau grand-duc le serment sur la Constitution. Les premiers Nassau-Weilbourg n’interviennent guère dans le gouvernement du pays et résident la plupart du temps à l’étranger : Adolphe est âgé de 73 ans quand il accède au trône ; Guillaume IV, qui lui succède en 1905, est cloué au lit par une grave maladie. Ce dernier ayant six filles et aucun fils, un nouveau problème de succession risque de se poser à terme. Aussi, en 1907, Paul Eyschen soumet-il au Parlement un projet de loi qui établit la succession au trône de la princesse Marie-Adélaïde, fille aînée de Guillaume IV, et qui écarte toute autre prétention au trône. L’effacement des nouveaux souverains contraste avec le régime autocratique des Orange-Nassau et laisse une plus grande liberté d’action au gouvernement de Paul Eyschen. Le fait que le Luxembourg dispose désormais d’une dynastie nationale constitue un pas de plus vers l’émancipation politique du pays sur le plan international. Désormais, des diplomates étrangers se font accréditer à Luxembourg auprès de la Cour grand-ducale et de son gouvernement.

### L'indépendance économique
Alors que l’indépendance politique sort renforcée des tribulations dynastiques, la dépendance économique du pays s’accroît au cours de la même période. La « pénétration pacifique » du Luxembourg par l’Allemagne prend de nouvelles dimensions sous Eyschen. Le développement d’une puissante industrie sidérurgique se fait grâce aux capitaux, au
savoir-faire et à la main-d’œuvre des Allemands. La part des immigrés allemands dans la population totale passe de 1,7 % en 1875 à 8,4 % en 1910. C’est la communauté étrangère la plus importante au Grand-Duché. Des postes clés de l’économie, tels la direction des douanes ou celle des chemins de fer, sont occupés par des Allemands. En 1902, les deux gouvernements anticipent sur l’expiration du traité douanier et ferroviaire qui doit intervenir en 1912 et le prolongent jusqu’en 1959. Le Luxembourg semble solidement ancré dans la sphère d’influence allemande pour le prochain demi-siècle. Dans leur correspondance, les diplomates étrangers relèvent la docilité déférente du gouvernement luxembourgeois envers son homologue allemand et n’hésitent pas à qualifier le Grand-Duché de « protectorat » allemand.

### La Première Guerre mondiale
Avec le début du XXe siècle, les tensions internationales augmentent. Le gouvernement se réfugie derrière le statut de neutralité qui, il l’espère, garantira l’indépendance du pays. En 1899, puis en 1907, Paul Eyschen participe aux deux conférences de La Haye sur le désarmement en y plaidant la cause des États neutres. Le choc sera grand quand, le 2 août 1914, l’armée allemande envahit le pays suivant la stratégie du plan Schlieffen. Le gouvernement luxembourgeois proteste contre la violation du territoire, mais continue à observer une stricte neutralité envers tous les belligérants. La réponse de Berlin se veut rassurante, mais les plans secrets de l’état-major allemand comptent le Luxembourg parmi les buts de guerre. En attendant la victoire, l’occupation allemande se limite au domaine militaire. L’occupant ne touche pas, à de rares exceptions près, aux institutions et rouages de l’État qui continuent à fonctionner comme si de rien n’était. De son côté, Eyschen s’accroche à une politique de neutralité tous azimuts, se gardant bien de dénoncer le Zollverein. Afin de préserver autant que possible la population des rigueurs de la guerre, le gouvernement optera pour la cohabitation avec l’occupant.

## La politique intérieure

### L'éducation
Pendant le dernier quart du XIXe siècle, les pouvoirs publics prennent conscience que le système traditionnel de l’enseignement n’est plus adapté aux exigences de la nouvelle société de la révolution industrielle. La modernisation économique engendre de nouvelles catégories socioprofessionnelles. Le développement des services et de l’administration étatique crée une classe moyenne d’employés et de fonctionnaires. Les progrès de l’industrie et du commerce transforment le monde de l’artisanat et de la boutique. La vaste réforme du système d’éducation entreprise sous le gouvernement Eyschen essaie de répondre à cette diversification croissante de la société. Eyschen défend l’idée de la spécialisation des établissements scolaires : l’Athénée pour ceux qui veulent ensuite suivre des études universitaires, une école industrielle pour ceux qui se destinent à une profession technique, une école d’agriculture pour les fils d’agriculteurs et une école des artisans pour les fils d’artisans. Une attention particulière est accordée à l’enseignement professionnel. Selon le directeur général Mathias Mongenast, « l’enseignement professionnel est considéré comme un moyen des plus efficaces non seulement d’enrayer l’invasion des carrières savantes, mais aussi d’améliorer les conditions de la vie économique d’une nation ». Une loi de 1892 sépare l’École industrielle de l’Athénée et crée une section commerciale à côté de l’enseignement industriel. L’année précédente, en 1891, les sœurs de la Doctrine chrétienne répondent à une invitation du ministre d’État et ouvrent une École ménagère agricole destinée aux jeunes filles luxembourgeoises. La loi du 14 mars 1896 porte création de l’École d’artisans qui a pour but de former des jeunes gens aux métiers artisanaux. En 1911, l’État prend en charge le Lycée de jeunes filles fondé deux ans auparavant par une initiative privée. Les efforts aboutissent à une forte augmentation du nombre d’élèves fréquentant un établissement secondaire sous l’administration Eyschen : 875 élèves en 1879/1880, contre 2 500 en 1919/1920.
Le gouvernement Eyschen intervient également dans l’organisation de l’enseignement primaire. En 1912, le directeur général Pierre Braun dépose un projet de loi qui introduit la gratuité de l’enseignement primaire et étend sa durée à sept ans. Ce projet de loi, touchant à la position de l’Église dans les écoles, donnera lieu à des luttes acharnées entre le bloc des gauches (les libéraux et les socialistes) et la droite cléricale. La loi scolaire de 1912 supprime les certificats de moralité délivrés par les curés aux instituteurs et confie la tenue des cours de religion exclusivement aux ministres du Culte.

### La politique économique et sociale
Tout comme dans les pays voisins, le développement de l’industrie moderne au Grand-Duché fait naître une question sociale. Longtemps, l’État, dominé par les libéraux, hésite à intervenir dans la vie économique. Cependant, à la fin du XIXe siècle, le gouvernement luxembourgeois s’engage prudemment dans la voie de l’intervention en prenant comme modèle la politique sociale de son grand partenaire du Zollverein. Dans l’Empire allemand, Bismarck avait fait voter des lois sociales introduisant l’assurance maladie (1883), l’assurance contre les accidents (1884) et l’assurance vieillesse et invalidité (1889). Eyschen, qui avait été chargé d’affaires à Berlin et qui s’était lié d’amitié avec le fils du chancelier, connaissait parfaitement la législation allemande. Une fois ministre d’État, il s’emploie à l’adapter aux particularités de la situation luxembourgeoise avec l’aide du conseiller de gouvernement, Léon Kauffman. La loi du 11 juillet 1891 sur les sociétés de secours mutuel vise à développer l’idée de la prévoyance et donne une base légale à la constitution de mutuelles. En 1895, le législateur interdit le truck system et le paiement des salaires dans les bistrots ou les boutiques. Au début du XXe siècle suit une série de lois qui introduisent
les assurances obligatoires pour les ouvriers : en 1901, celle contre la maladie ; en 1902, celle contre les accidents; en 1911, celle contre la vieillesse et l’invalidité. L’Inspection du travail et des mines est créée en 1902. Avec la construction des grandes usines sidérurgiques
dans le Bassin minier surgit le problème du logement des classes ouvrières. La loi du 29 mai 1906 sur les habitations à bon marché essaie de remédier à la pénurie de logements en accordant des aides fiscales à l’acquisition et à la construction de la petite propriété immobilière.
À côté de la masse des ouvriers, ce sont les nouvelles classes moyennes et plus particulièrement les fonctionnaires, dont le nombre augmente entre 1889 et 1913 de 1444 à 3 436, qui attirent la sollicitude des autorités publiques. Ici encore, les différentes mesures prises en faveur de la fonction publique sont révélatrices de l’approche sociale du gouvernement Eyschen. La loi du 7 août 1912 institue une Caisse de prévoyance des fonctionnaires communaux. En 1913, un nouveau statut de la fonction publique garantit un recrutement de qualité et la révision générale des traitements entraîne une nette amélioration de la situation matérielle du fonctionnaire. Eyschen parle de « justice distributive », en défendant cette réforme qui réduit les inégalités de rémunération entre le haut et le bas de la hiérarchie.

### L'agriculture
Pendant les années Eyschen, l’agriculture luxembourgeoise réalise des progrès impressionnants. Le gouvernement prend une part décisive dans ce développement en diffusant l'enseignement agricole, en encourageant le perfectionnement des méthodes d’élevage et de culture, en favorisant la création de coopératives agricoles et en stimulant l’utilisation de l’engrais chimique. La sidérurgie offre à l’agriculture luxembourgeoise un engrais chimique efficace et bon marché : la scorie issue du procédé inventé par Thomas et Gilchrist. Le gouvernement oblige les industriels à fournir des scories Thomas aux agriculteurs à un prix préférentiel, en faisant dépendre l’attribution de nouvelles concessions minières de ces livraisons. Le gouvernement Eyschen encourage aussi la viticulture luxembourgeoise à s’orienter vers la production de vins de qualité. En 1909, une loi et un arrêté fixent le régime des vins et organisent leur contrôle. Déjà en 1892, la création d’un service de phytopathologie permet de mieux combattre le phylloxéra.

## Repères chronologiques
- 1890 :
  - Départ de Bimarck
  - 23 novembre Décès du roi grand-duc Guillaume III
  - 9 décembre Avènement au trône du grand-duc Adolphe
- 1891 :
  - Publication de l’encyclique Rerum Novarum sur la question sociale par le pape Léon XIII
  - Loi du 11 juillet 1891 sur les sociétés de secours mutuels
- 1892 :
  - Le dernier loup est abattu au Grand-Duché
  - Loi du 15 mars 1892 portant création d’un service de phytopathologie
  - Loi du 23 mars 1892 séparant l’École industrielle de l’Athénée et créant une section commerciale
- 1893 : Fondation du Cercle artistique
- 1896 : Loi du 14 mars 1896 portant création de l’École d’artisans de l’État
- 1898 : Production de la première poutrelle Grey par le laminoir de Differdange
- 1900 : Affaire Dreyfus en France
- 1899-1902 : seconde guerre des Boers
- 1900-1903 :
  - Construction du pont Adolphe
  - Loi du 27 mars 1900 portant création du Crédit agricole et professionnel
  - Loi du 27 mars 1900 sur les coopératives agricoles
- 1901 : Loi du 31 juillet 1901 rendant obligatoire l’assurance contre la maladie
- 1902 :
  - Fondation du Parti socialiste à Esch-sur-Alzette
  - Loi de 1902 rendant obligatoire l’assurance contre les accidents
  - Loi du 22 mai 1902 organisant l’Inspection du travail et des mines
- 1904 : Fondation de la Ligue libérale
- 1905 : Décès du grand-duc Adolphe et avènement au trône du grand-duc Guillaume IV
- 1906 :
  - Fondation de l’association pour les intérêts de la femme
  - Loi du 29 mai 1906 sur les habitations à bon marché
- 1907 : Loi du 10 juillet 1907 réglant la succession au trône
- 1909 :
  - François Faber gagne le Tour de France
  - Loi du 24 juillet 1909 concernant le régime des vins
  - Arrêté du 14 novembre 1909 organisant le contrôle des vins
- 1911 :
  - Fondation de l’Arbed (Aciéreries Réunies de Burbach-Eich-Dudelange)
  - Loi de 1911 rendant obligatoire l’assurance contre la vieillesse et l’invalidité
- 1912 :
  - Décès du grand-duc Guillaume IV et avènement au trône de la grande-duchesse Marie Adélaïde
  - Loi du 7 août 1912 instituant une Caisse de prévoyance des fonctionnaires communaux
  - Loi du 10 août 1912 sur l’organisation de l’enseignement primaire
- 1913 :
  - Loi du 10 juillet 1913 introduisant un nouveau statut de la fonction publique
  - Loi du 21 août 1913 instituant un jour de repos hebdomadaire obligatoire
- 1914 :
  - Fondation du Parti de la droite
  - 28 juin, assassinat du prince héritier autrichien, l’archiduc François-Ferdinand, et de son épouse à Sarajevo
  - 2 août, invasion du Grand-Duché par les troupes allemandes
  - 3 août, déclaration de guerre de l’Allemagne à la France